# You're the Best
You're the Best est une chanson écrite par Bill Conti et Allee Willis et interprétée par Joe Esposito (en) en 1984. Elle est surtout connue pour avoir été utilisée dans le film Karaté Kid (The Karate Kid).

## Rocky 3
Le 9 avril 2008, Esposito précise au Adam Carolla Show que la chanson avait d'abord été créée pour le film Rocky 3, mais qu'elle a été remplacée par Eye of the Tiger. Planifiée ensuite pour Flashdance, on lui a préféré Maniac de Michael Sembello.

## Dans la culture populaire
La chanson a été reprise dans une grande quantité d’œuvres.

### Cinéma
- 2007 : The King of Kong: A Fistful of Quarters.
- 2008 : Big Stan
- 2015 : Témoin à louer

### Télévision
- 2002 : Futurama, épisode 54, 30% Iron Chef
- 2005 : South Park, épisode 130, La Fureur de perdre
- 2006 : Rob & Big (en), saison 1, épisode 4
- 2006 : Philadelphia, épisode 205, $100 Baby
- 2009 : Le Diable et moi, saison 2, épisode 1, Episode IV: A New Hope
- 2010 : Philadelphia, épisode 604, Mac's Big Break
- 2010 : Regular Show, épisode 4, Death Punchies
- 2010 : Sport Relief 2010 (en)
- 2010 : Mongrels, saison 1, épisode 6
- 2011 : Greek, saison 3, épisode 10, Friend or Foe
- 2011 : La Ferme en folie, épisode 52, Mission: Save Bigfoot

### Internet
- Strong Bad Email sur Homestar Runner[1]